# Claude Issorat
Claude Issorat (Pointe-à-Pitre, 7 febbraio 1966) è un ex atleta paralimpico francese.

## Biografia
Nella prima infanzia è stato colpito da poliomielite e ha perso l'uso delle gambe. Si è dedicato a vari sport su sedia a rotelle (basket, tennistavolo) e al nuoto, fino ad approdare all'atletica nel 1983.
Il suo esordio internazionale è avvenuto alle Paralimpiadi di Barcellona, dove ha conquistato due medaglie d'oro (100 e 200 metri piani) e due d'argento (400 metri piani e maratona. Negli anni seguenti, attraverso le edizioni dei Giochi paralimpici (fino al 2004) e dei Mondiali, ha confermato la sua duttilità nelle distanze brevi, sia individualmente, sia in staffetta. In questa disciplina ha conquistato quattro medaglie, di cui tre nella versione 4×400 m.
Claude Issorat è anche appassionato di maratona ed ha partecipato in particolare alla Maratona di Lanzarote.

## Palmarès
| Anno | Manifestazione       | Sede       | Evento           | Risultato | Prestazione | Note  |
| ---- | -------------------- | ---------- | ---------------- | --------- | ----------- | ----- |
| 1992 | Giochi paralimpici   | Barcellona | 100 m piani TW4  | Oro       | 14"67       |       |
| 1992 | Giochi paralimpici   | Barcellona | 200 m piani TW4  | Oro       | 26"29       |       |
| 1992 | Giochi paralimpici   | Barcellona | 400 m piani TW4  | Argento   | 50"16       |       |
| 1992 | Giochi paralimpici   | Barcellona | Maratona TW3-4   | Argento   | 1h30'22"    |       |
| 1996 | Giochi paralimpici   | Atlanta    | 100 m piani T53  | Bronzo    | 14"79       |       |
| 1996 | Giochi paralimpici   | Atlanta    | 200 m piani T53  | Oro       | 26"07       |       |
| 1996 | Giochi paralimpici   | Atlanta    | 400 m piani T53  | Oro       | 48"67       |       |
| 1996 | Giochi paralimpici   | Atlanta    | 4×400 m T52-53   | Oro       | 3'14"45     | [ 4 ] |
| 1998 | Mondiali paralimpici | Birmingham | 100 m piani T55  | Bronzo    |             |       |
| 1998 | Mondiali paralimpici | Birmingham | 200 m piani T55  | Argento   |             |       |
| 2000 | Giochi paralimpici   | Sydney     | 200 m piani T54  | Argento   | 25"15       |       |
| 2000 | Giochi paralimpici   | Sydney     | 400 m piani T54  | Oro       | 48"58       |       |
| 2000 | Giochi paralimpici   | Sydney     | 4×400 m T54      | Oro       | 3'19"99     | [ 5 ] |
| 2002 | Mondiali paralimpici | Lilla      | 400 m piani T54  | Batteria  |             |       |
| 2002 | Mondiali paralimpici | Lilla      | 800 m piani T54  | Batteria  |             |       |
| 2002 | Mondiali paralimpici | Lilla      | 1500 m piani T54 | Batteria  |             |       |
| 2003 | Europei paralimpici  | Assen      | 1500 m piani T54 | Bronzo    | 3'21"14     |       |
| 2003 | Europei paralimpici  | Assen      | 4×400 m T53-54   | Oro       | 3'31"54     |       |
| 2004 | Giochi paralimpici   | Atene      | 200 m piani T54  | 7º        | 26"12       |       |
| 2004 | Giochi paralimpici   | Atene      | 800 m piani T54  | 6º        | 1'32"95     |       |
| 2004 | Giochi paralimpici   | Atene      | 4×100 m T53-54   | Bronzo    | 53"36       | [ 6 ] |
| 2004 | Giochi paralimpici   | Atene      | 4×400 m T53-54   | Argento   | 3'14"08     | [ 7 ] |

## Altre competizioni internazionali
1992
- Oro ai Giochi olimpici di Barcellona 1992 ( Barcellona), 1500 m piani (gara dimostrativa) - 3'13"92

1996
- Oro ai Giochi olimpici di Atlanta 1996 ( Atlanta), 1500 m piani (gara dimostrativa) - 3'15"18

1998
- Argento alla Maratona di Londra ( Londra), whelchair men - 1h42'43"

2000
- Argento ai Giochi olimpici di Sydney 2000 ( Sydney), 1500 m piani (gara dimostrativa) - 3'07"65[8]